# Daniel Tellander
Daniel Carl Tellander, född 6 juli 1983 i Stockholm, är en svensk tidigare handbollsspelare (vänstersexa). Åren 2013–2015 spelade han 16 landskamper och gjorde 34 mål för Sveriges landslag.

## Klubbar
- Kärrtorpspojkarna HF / Handens SK (1991–1998)
- Hammarby IF (1998–1999)
- BK Söder / Djurgårdens IF (1999–2006)
  - →  Tyresö IF (lån)
  - →  HK Silwing/Troja (lån)
- Alingsås HK (2006–2007)
- MT Melsungen (2007–2010)
- Borås HK 84 (2010–2011)
- Alingsås HK (2011–2018)